# Torneo de México
El torneo ATP de México es un torneo de tenis que se disputó intermitentemente en la Ciudad de México, en México entre los años 1976 y 2000. El torneo se disputó por primera vez en 1976 aunque paró de jugarse en 1982. En 1993 se reanudó bajo la denominación de Abierto Mexicano y actualmente sigue siendo parte del circuito ATP aunque desde 2001 se realiza en la ciudad de Acapulco.
El torneo fue jugado en diferentes superficies. En sus comienzos en 1976 el torneo perteneció a la serie de torneos del World Championship Tennis (WCT) hasta el año 1978. En 1978 El torneo fue disputado en dos oportunidades, una en febrero y otra en octubre. En 1979 y 1980 y entre 1983 y 1992 el torneo no se disputó. En 1981 se jugó sobre canchas de polvo de ladrillo y en 1982 volvió a las canchas rápidas para formar de nuevo parte del WCT.. En 1993 tras la reapertura del torneo, se lo denominó Abierto Mexicano y se disputó sobre polvo de ladrillo en las canchas del Club Alemán hasta que en 2001 el torneo se mudó a la ciudad de Acapulco.
El jugador con más títulos en México es Thomas Muster con 4 conquistas.

## Resultados

### Individuales masculinos
| Año      | Campeón            | Finalista          | Superficie        |
| 2000     | Juan Ignacio Chela | Mariano Puerta     | Polvo de ladrillo |
| 1998     | Jiri Novak         | Xavier Malisse     | Polvo de ladrillo |
| 1997     | Francisco Clavet   | Juan Albert Viloca | Polvo de ladrillo |
| 1996     | Thomas Muster      | Jiri Novak         | Polvo de ladrillo |
| 1995     | Thomas Muster      | Fernando Meligeni  | Polvo de ladrillo |
| 1994     | Thomas Muster      | Roberto Jabali     | Polvo de ladrillo |
| 1993     | Thomas Muster      | Carlos Costa       | Polvo de ladrillo |
| 1982-WCT | Tomáš Šmíd         | John Sadri         | Carpeta           |
| 1981     | Jaime Fillol       | David Carter       | Polvo de ladrillo |
| 1978-2   | Vijay Amritraj     | Raúl Ramírez       | Polvo de ladrillo |
| 1978-WCT | Raúl Ramírez       | Pat Dupre          | Dura              |
| 1977-WCT | Ilie Nastase       | Wojtek Fibak       | Dura              |
| 1976-WCT | Raúl Ramírez       | Eddie Dibbs        | Polvo de ladrillo |